# Shintaro Kokubu
Shintaro Kokubu (født 31. august 1994) er en japansk fodboldspiller, som spiller for den japanske fodboldklub Oita Trinita.